# アリスカン

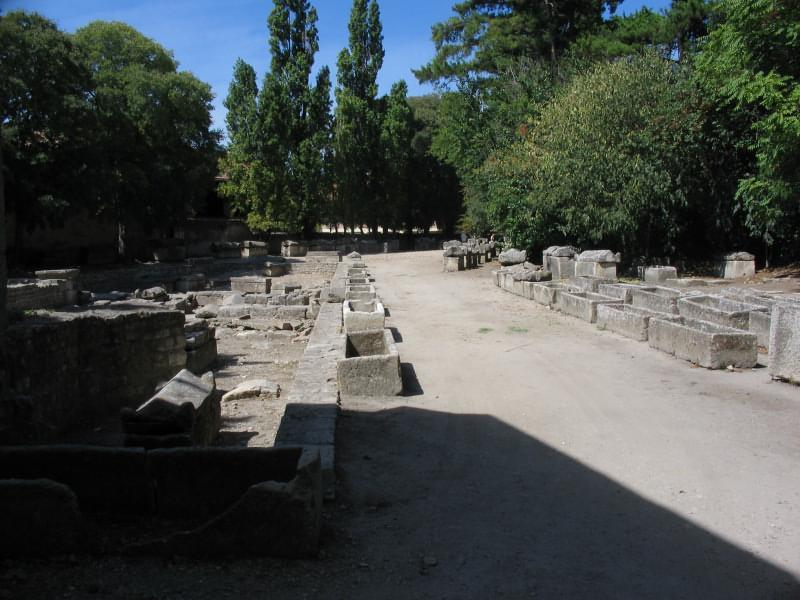
アリスカン

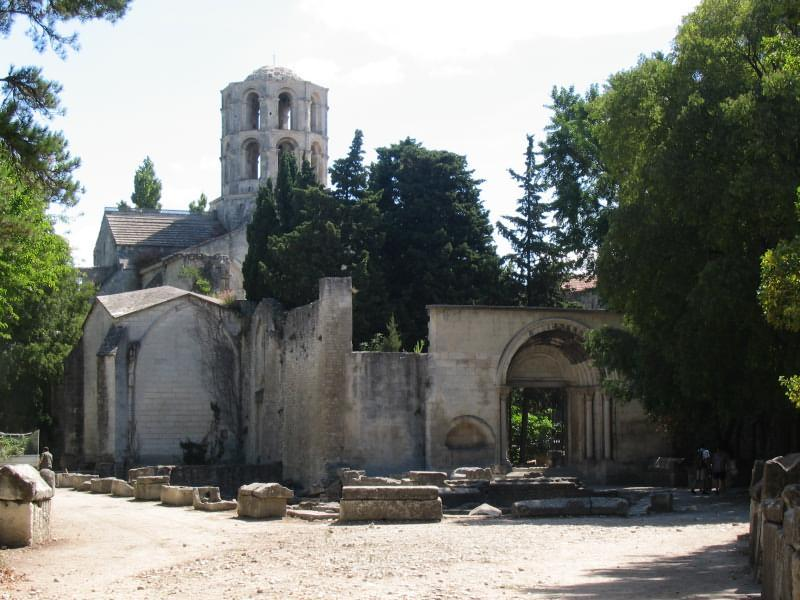
サン＝トノラ教会跡

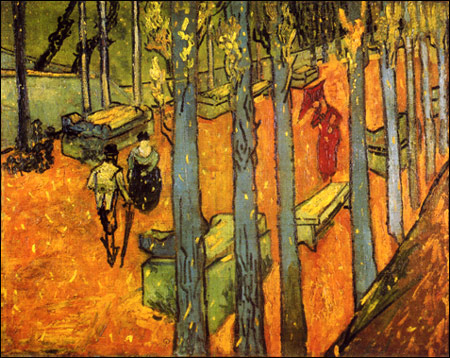
ゴッホの描いたアリスカン

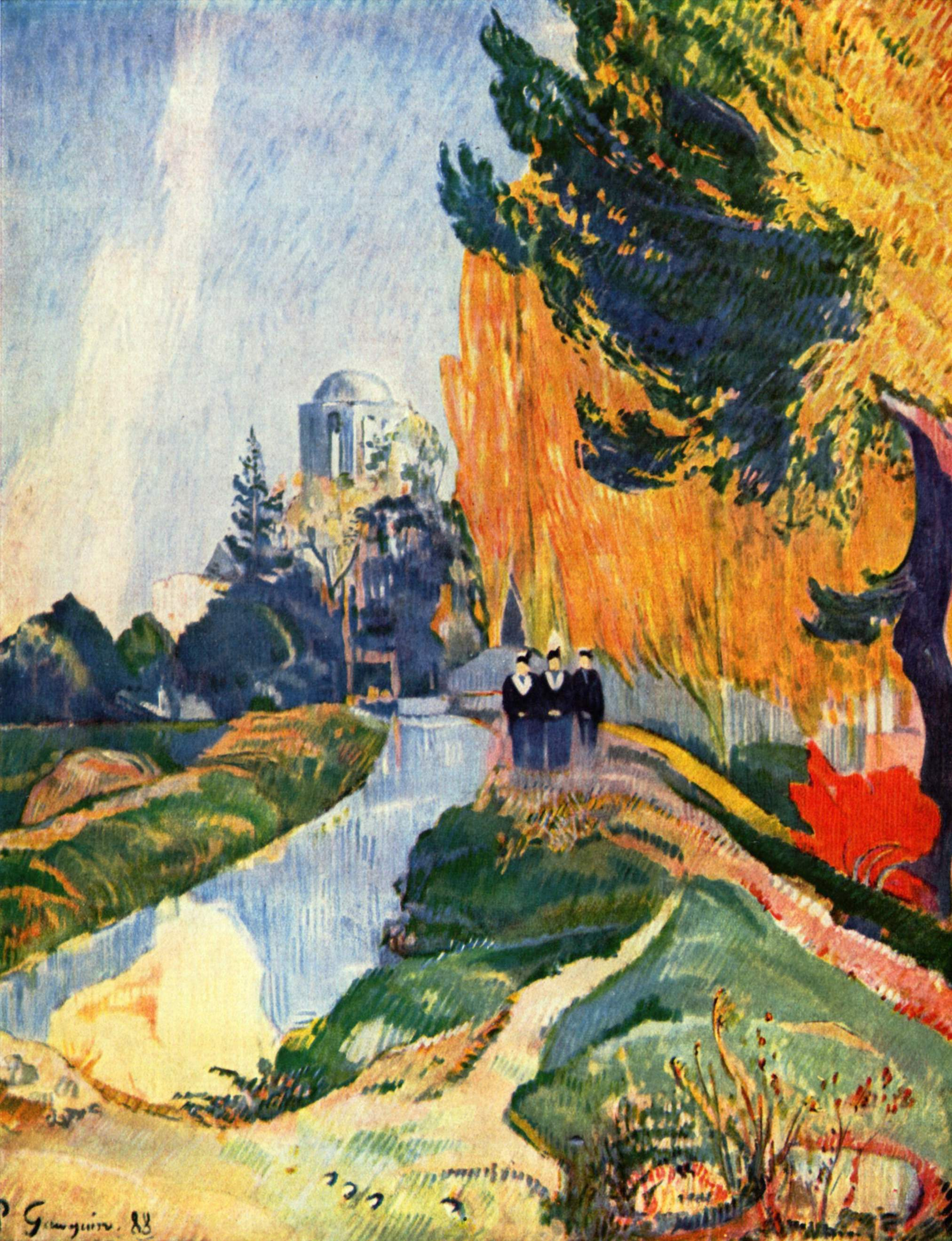
ゴーギャンの描いたアリスカン

アリスカン (Alyscamps) は、南フランスの都市アルルに存在する古代から中世に拡大した墓地。現在は、世界遺産「アルルのローマ遺跡とロマネスク様式建造物群」の一部として登録されている。
アリスカンは、古代ローマ時代にはアウレリア街道の途上にあり、城塞都市アルルの南東の入り口、つまり大部分は市外に存在していたのである。このころには、非キリスト教徒たちが埋葬されていた。
4世紀末には、303年に斬首されたアルルの聖人ジュネ（ゲネシウス）の殉教との関連で有名になっていた。何世紀にもわたりこの墓地は有名なものとなり、歴代アルル大司教がそうであったように、多くの者がここに眠ることを望んだ。また当時は、そこに埋葬してもらうために、死体を乗せた小舟がローヌ川を下ってくることもあった。小舟にはたいてい小銭が添えられており、墓堀人夫の手間賃に充てられた。
11世紀から13世紀には広く知られていた墓地の周りに多くの教会が立てられた。そうした教会の中には、いまも廃墟として残るサン＝トノラ教会もあった。これは、マルセイユのサン＝ヴィクトル大修道院の所有地の一部が割譲されて建てられたものであった。また、当時のアリスカンは、プロヴァンスの人々にとっては、サンティアゴ・デ・コンポステーラの巡礼路の起点となっていた。
しかし、1152年に聖トロフィムスの遺体がサン＝テチエンヌ大聖堂（現サン＝トロフィーム教会）に移管されると、墓地の威徳の一部は失われた。
英独仏伊の皇帝・王侯に仕えたティルベリのゲルウァシウス（ラテン語：Gervasius Tilberiensis; 1152年頃-1220年以後）は、神聖ローマ皇帝オットー4世に献呈した奇譚集『皇帝の閑暇』（Otia Imperialia）第3部、第90章において「アリスカン墓地とそこに移送された者たち」を扱っている。それによると、使徒 パウロのスペイン旅行での伴、トロフィムスがアルルをキリスト教化し、市の南半に「すべての真の信徒たちの骸が安眠できる荘重なる墓地」を造成した。以来、「ガリアのもっとも傑出した君主や教会人のあいだに、ガリア、ピレネー周辺、ペニン＝アルプス山脈周辺などで異教徒と戦って命を落とした強大な領主の大半が加わって、ここを死者の憩いの地とする慣習がはじまった」。
中世フランスの武勲詩、ギョーム・ドランジュ詩群の一つ『アリスカン』は、ギョームの異教徒との戦闘の舞台をアリスカンに置いている。この作品を基にヴォルフラム・フォン・エッシェンバッハは中高ドイツ語による十字軍文学の傑作『ヴィレハルム』を著わした。もっとも、12世紀以降様々な史料に記されている石棺群のことは、『ヴィレハルム』では数か所（259,9-12他）において言及されているが、現存の『アリスカン』の写本にはそのような言及はない。
さらにルネサンス期に入ると、領主や王侯などが優れた彫刻の施された石棺を自分のコレクションとして持ち去ることも横行した。また、この一帯は、デュランス川・ローヌ川間のクロー平野を潤すために、当時クラポンヌ運河の掘削が始まった際に、早いうちからそれで景観が変わった地域のひとつであった。
さらに時代が下って、19世紀には、パリ・リヨン・マルセイユを結ぶ鉄道の敷設にともなって、景観がさらに変貌した。なお、19世紀にはゴッホ、ゴーギャンなどがアリスカンを描いている。
現在では遺跡が残るアルルの街区のひとつである。